# حزب جبهة التحرير
حزب جبهة التحرير حزب سياسي يمني ، تقدم للتسجيل في لجنة شئون الأحزاب 25 ديسمبر 1995 و حصل على قرار التسجيل من لجنة شئون الأحزاب في 10 يونيو 1996 .الأمين العام الحالي علي عبد الله سكران .

## العملية السياسية
- شارك في الانتخابات النيابية الأولى 1993 والانتخابات النيابية الثانية 1997 ولم يحصل على أي مقعد في البرلمان .
- دعم مرشح المؤتمر الشعبي العام في الانتخابات الرئاسية سبتمبر 1999  .
- شارك في الانتخابات النيابية الثالثة 2003 ولم يحصل على أي مقعد وحصل على 1282 صوت من إجمالي الأصوات الصحيحة البالغ عددها 5996049 وبنسبة 0.02%.